# Batalla de Znaim
La batalla de Znaim va tenir lloc el 10 i 11 de juliol de 1809 entre les tropes austríaques de l'arxiduc Carles i un exèrcit francès comandat pel general Marmont a Znaim, (avui dia Znojmo, en la República Txeca), una petita vila a noranta quilòmetres al nord-oest de Viena, al costat de l'actual frontera estatal entre Àustria i la República Txeca.

## Antecedents
L'exèrcit de l'arxiduc Carles, que havia estat derrotat a Wagram el 7 de juliol, es retirà cap a Moràvia. El mariscal Marmont, al capdavant dels 10.000 home de l'exèrcit de Dalmàcia, havia rebut l'ordre de Napoléo de tallar-los el pas. Tres dies després, el 10 de juliol, els dos exèrcits es trobaren prop de Znaim, mentre els austríacs tractaven de travessar el riu Thaya (txec: Dyje) un afluent del riu Morava.

## Batalla
Marmont, en inferioritat numèrica, decidí atacar per tal d'aturar la retirada enemiga, sense èxit. L'endemà arribà Masséna amb un altre cos d'exèrcit francès i els austríacs que defensaven el pont sobre el riu es retiraren. El francesos durant tot el dia van tractar de travessar el riu.

## Conseqüències
Després de dos dies de combats, l'arxiduc Carles demanà una treva a Napoléo que fou acceptada, que va excloure el Tirol, que va quedar en mans de les tropes franceses i va ordenar Marmont posar fi a la batalla.
Les tropes vencedores franceses foren enviades a Espanya a lluitar en la Guerra del Francès, i encara que la batalla de Znaim va ser l'última acció entre l'Imperi austríac i el Primer Imperi Francès en la guerra, una pau formal no va ser acordada fins que es va signar el Tractat de Schönbrunn el 14 d'octubre de 1809, que finalment va posar fi a la cinquena coalició.